# Vellexon-Queutrey-et-Vaudey
Vellexon-Queutrey-et-Vaudey is een gemeente in het Franse departement Haute-Saône (regio Bourgogne-Franche-Comté) en telt 489 inwoners (2011). De plaats maakt deel uit van het arrondissement Vesoul.

## Geografie
De oppervlakte van Vellexon-Queutrey-et-Vaudey bedraagt 24,7 km², de bevolkingsdichtheid is 19,8 inwoners per km².
De onderstaande kaart toont de ligging van Vellexon-Queutrey-et-Vaudey met de belangrijkste infrastructuur en aangrenzende gemeenten.

## Demografie
Onderstaande figuur toont het verloop van het inwonertal (bron: INSEE-tellingen).

## Geschiedenis
De drie gemeenten Vellexon, Queutrey en Vaudey werden samengevoegd in 1806.
1. ↑  Populations de référence 2022.